# آمور تاونشیپ، شهرستان بومن، داکوتای شمالی
آمور تاونشیپ (به انگلیسی: Amor Township) یک منطقهٔ مسکونی در ایالات متحده آمریکا است که در شهرستان بومن، داکوتای شمالی واقع شده‌است. آمور تاونشیپ ۱۶ نفر جمعیت دارد.